# Shingū, Wakayama
Shingū (新宮市 Shingū-shi) là một thành phố thuộc tỉnh Wakayama, Nhật Bản.